# Ricardo Elias
Ricardo Elias (São Paulo, 1968)  é diretor de cinema e televisão. Graduou-se em Cinema na Escola de Comunicação e Artes da Universidade de São Paulo (USP) em 1992. 

## Biografia
Dirigiu os longas-metragens Mare Nostrum (2018), Os 12 Trabalhos (2006) e De Passagem(2003). Como diretor de Televisão esteve à frente do programa Manos e Minas, da TV Cultura onde também dirigiu o Terra Dois, eleito Melhor Programa da TV Brasileira de 2017 - Prêmio APCA[carece de fontes?] - e o Telecurso.

## Carreira

### Cinema
| Ano  | Título          |
| ---- | --------------- |
| 2003 | De Passagem     |
| 2006 | Os 12 Trabalhos |
| 2018 | Mare Nostrum    |

## Prêmios
De Passagem foi exibido no Festival do Cinema Mundial de Montreal (Canadá, 2003).[carece de fontes?] No Festival Internacional de Gramado (2003) venceu as categorias Melhor Filme[carece de fontes?] e Melhor Diretor.[carece de fontes?] O longa foi eleito pelo público o Melhor Filme Brasileiro da Mostra Internacional de São Paulo (2003).[carece de fontes?]  Venceu o prêmio de Melhor Filme do Público no Festival de Cinema Luso-Brasileiro de Santa Maria da Feira[carece de fontes?] (Portugal, 2004), Melhor Diretor no Festival de Cinema Brasileiro de Miami[carece de fontes?] (Estados Unidos, 2004). Exibido no Festival Internacional de Cinema de Kerala (Índia, 2004)[carece de fontes?].
Os 12 Trabalhos ganhou o Prêmio de Melhor Filme no Festival de San Sebastian - Horizontes Latinos[carece de fontes?] (Espanha 2006) e o  3º Prêmio Coral no Festival de Havana (Cuba, 2006). Venceu Melhor Ator no Festival Internacional do Rio de Janeiro[carece de fontes?] (2007),  Melhor Direção[carece de fontes?], Melhor Roteiro[carece de fontes?], Melhor Ator[carece de fontes?], Melhor Ator Coadjuvante[carece de fontes?] no Cine PE – Festival do Audiovisual (2007).